# Pararhacocarpus patagonicus
Pararhacocarpus patagonicus là một loài Rêu trong họ Hedwigiaceae. Loài này được (Broth.) J.-P. Frahm mô tả khoa học đầu tiên năm 1996.